# اسماعیل وفا یغمایی
اسماعیل وفا یغمایی (زاده روستای گرمه سال ۱۳۲۶)، شاعر و ترانه‌سرای ایرانی مقیم خارج از ایران است.
یغمایی در روستای گرمه از توابع خور و بیابانک به دنیا آمد. او از شاعران و نویسندگان و ترانه‌سرایان معاصر ایران است که از سال ۱۹۸۲ میلادی در خارج از کشور به سر می‌برد. از او حدود بیست مجموعه شعر منتشر شده است و تاکنون بیش از صد ترانه و سرود ساخته است که اجرا شده‌اند.
یغمایی در سال ۱۳۵۶ با اکرم حبیب‌خانی آشنا و با وی که دانشجوی زیست‌شناسی بود ازدواج کرد. حاصل این ازدواج فرزندی به نام امیر وفا یغمایی است. وی پس از انقلاب به عضویت در سازمان مجاهدین خلق درآمد و به عراق و پاریس رفت. او در سال ۱۳۶۸ و در جریان تغییر ایدئولوژیک در سازمان مجاهدین خلق مجبور به جدا شدن از همسرش گردید.